# Callionymus planus
Callionymus planus är en fiskart som beskrevs av Akira Ochiai, 1955. Callionymus planus ingår i släktet Callionymus och familjen sjökocksfiskar. Inga underarter finns listade.